# João Afonso (escultor)
João Afonso (erradamente identificado por Reinaldo dos Santos como Mestre de Alhadas), foi um escultor português do período Gótico. Teve atividade nas décadas intermédias do século XV (desconhecem-se os locais e as datas de nascimento e morte). 

## Biografia / Obra

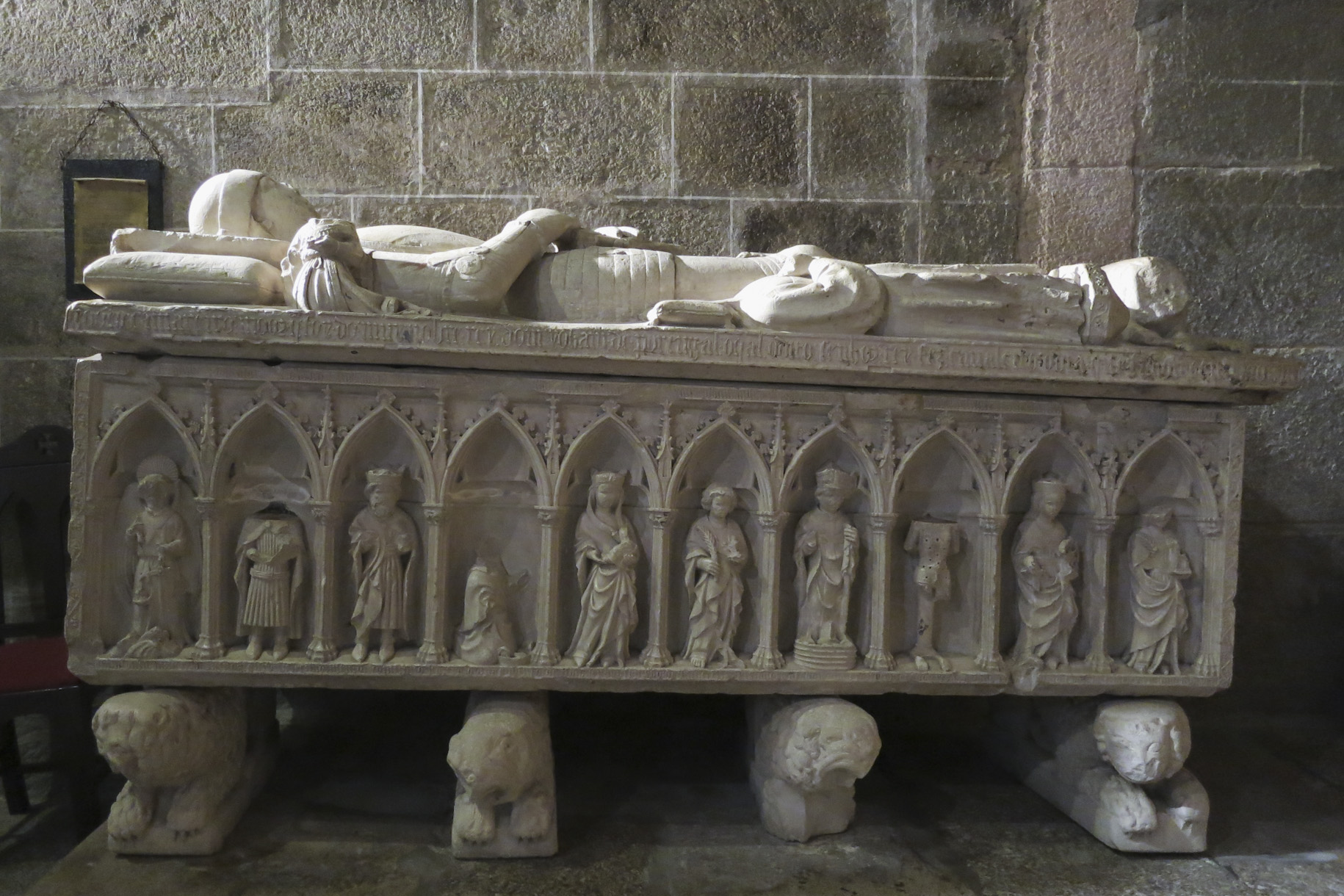
Túmulo de Fernão Gomes de Góis, 1439-1440

Formado no estaleiro do Mosteiro da Batalha, sob as ordens de Gil Eanes, desenvolveu grande parte da sua atividade posterior na cidade de Coimbra, onde se fixou "pelo menos em 1439". Permaneceu ligado à construção da Batalha, onde regressaria quando terminadas as empreitadas em Coimbra. Destaca-se entre os muitos imaginários anónimos do seu tempo, que deixaram vasta produção em território nacional: "À sua laboriosa oficina, ativa até ao final da década de sessenta ou mesmo setenta, deve-se a parte mais significativa da produção coimbrã".
São-lhe atribuídas, entre outras, as seguintes obras: Túmulo de Fernão Gomes de Góis, 1439-1440, calcário, Igreja Matriz de Oliveira do Conde (obra que assinou como "Mestre dos Sinos"; classificado como Monumento Nacional desde 1910); Retábulo do Corpo de Deus, 1442, calcário policromado, 112 x 95 x 30 cm, Museu Nacional de Machado de Castro (MNMC), Coimbra; Nossa Senhora com o Menino, 1448, Mosteiro de São Paulo de Almaziva (junto a Coimbra); Nossa Senhora do Leite, 1469, Igreja Paroquial de Penha Garcia; Nossa Senhora com o Menino no trono de Magestade, meados do séc. XV, Igreja do Convento de S. Domingos de Santiago de Compostela; Santa Maria Madalena, calcário policromado, 92 x 39 x 30 cm (MNMC); São Miguel Arcanjo, Calcário, 103 x 41,5 x 28,2 cm, MNMC; Santa Catarina de Alexandria, calcário policromado, 83 x 28 x 20 cm, Museu Nacional de Arte Antiga (MNAA), Lisboa; Virgem com o Menino, calcário policromado, 75,5 x 37,5 x 20,5 cm, MNAA.
"A figura de João Afonso assinala uma nova fase da escultura gótica portuguesa que, à semelhança com o que acontecera com Mestre Pero, seria amplamente glosada pelas oficinas do Centro do Reino, embora muitas vezes com menos graciosidade e com proporções menos felizes".

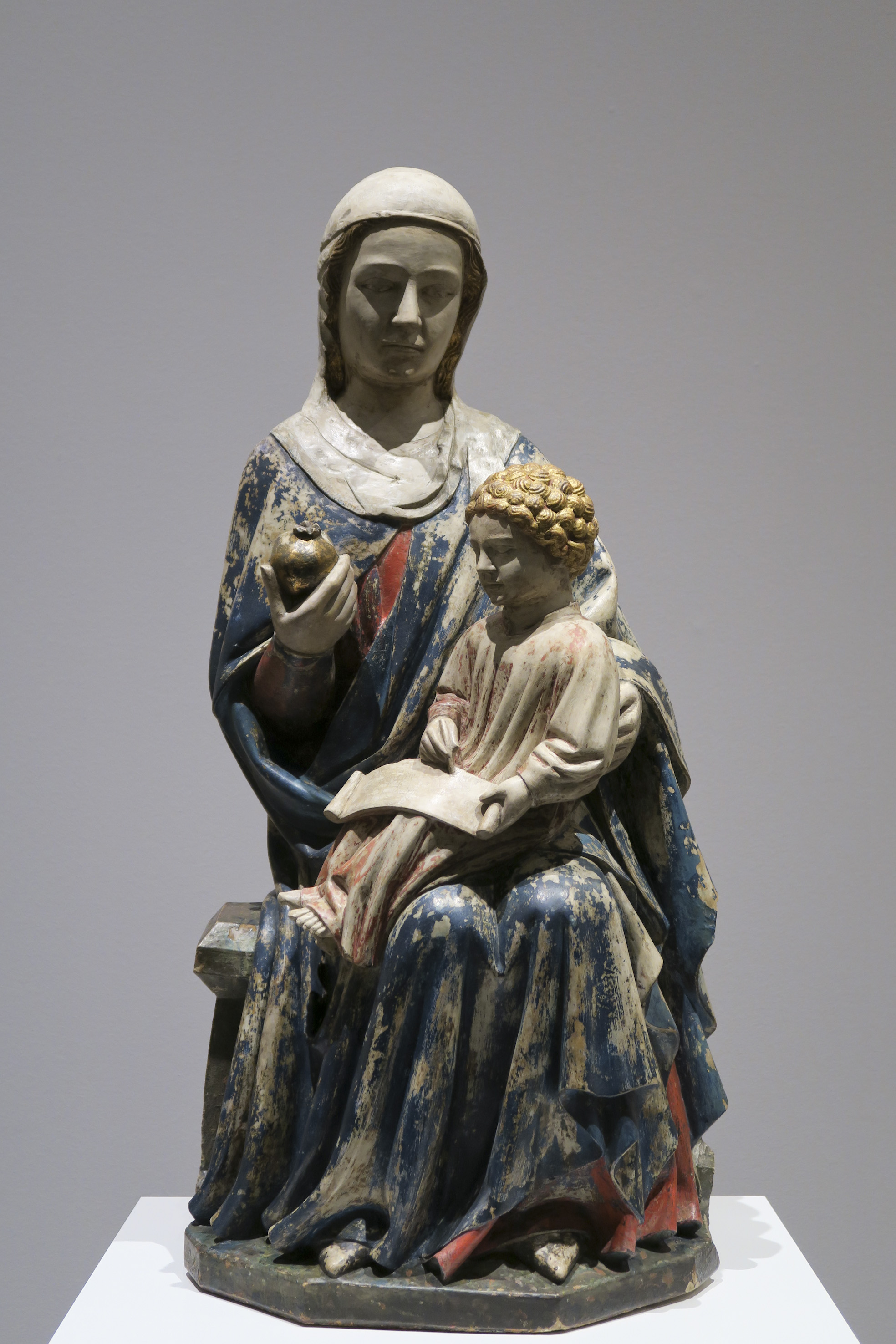
Virgem com o Menino, MNAA
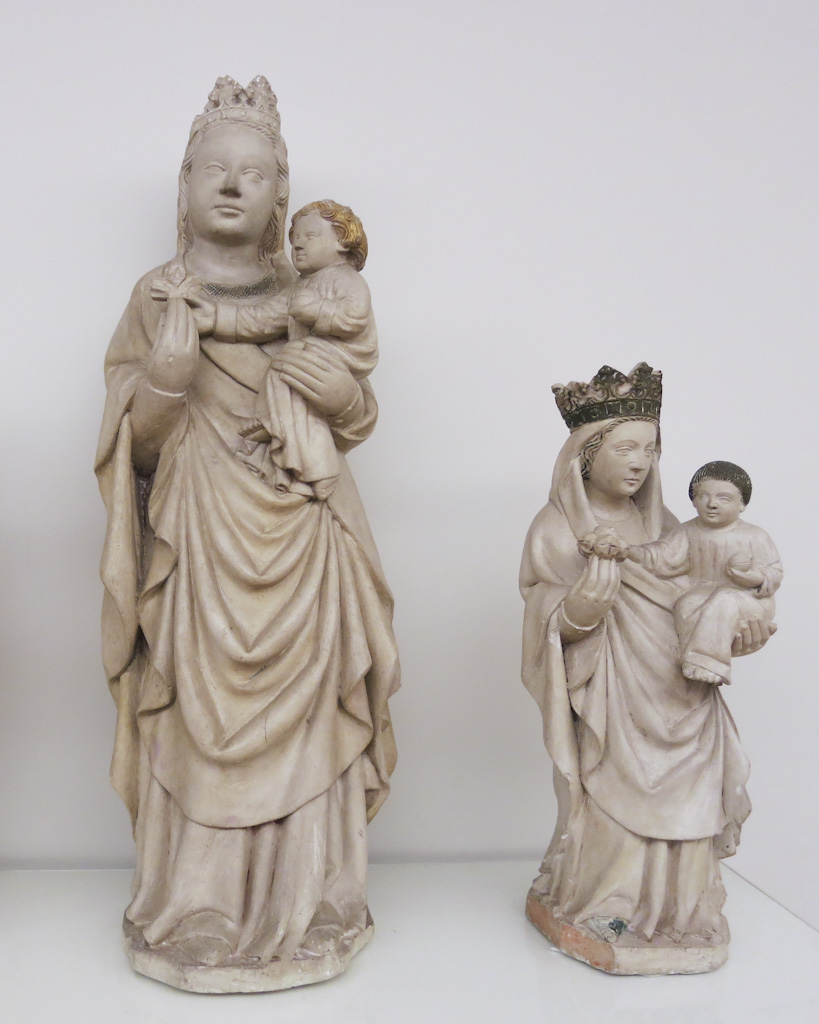
Nossa Senhora com o Menino (2 imagens), Museu Grão Vasco
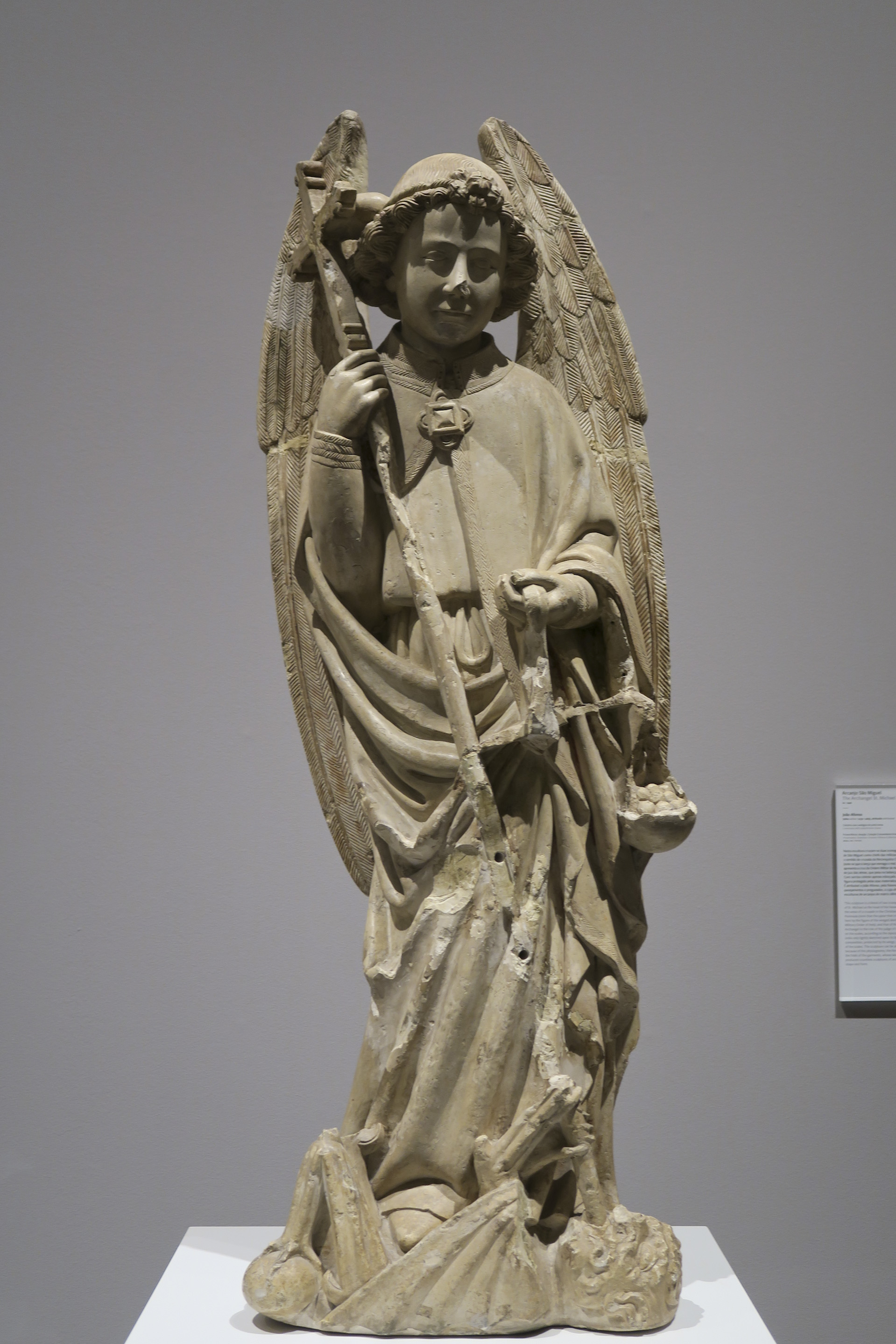
Arcanjo São Miguel, MNAA
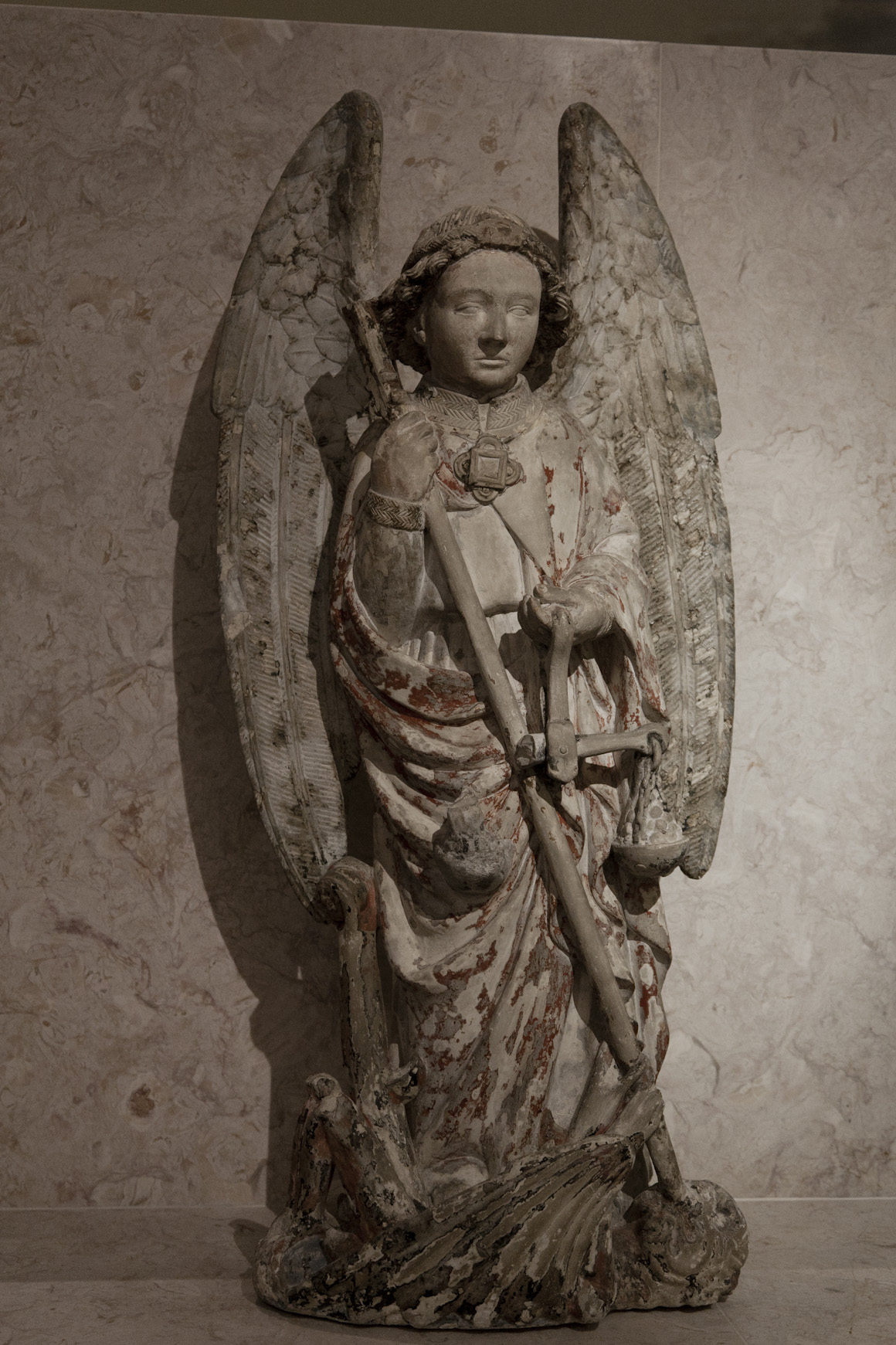
São Miguel, MNMC
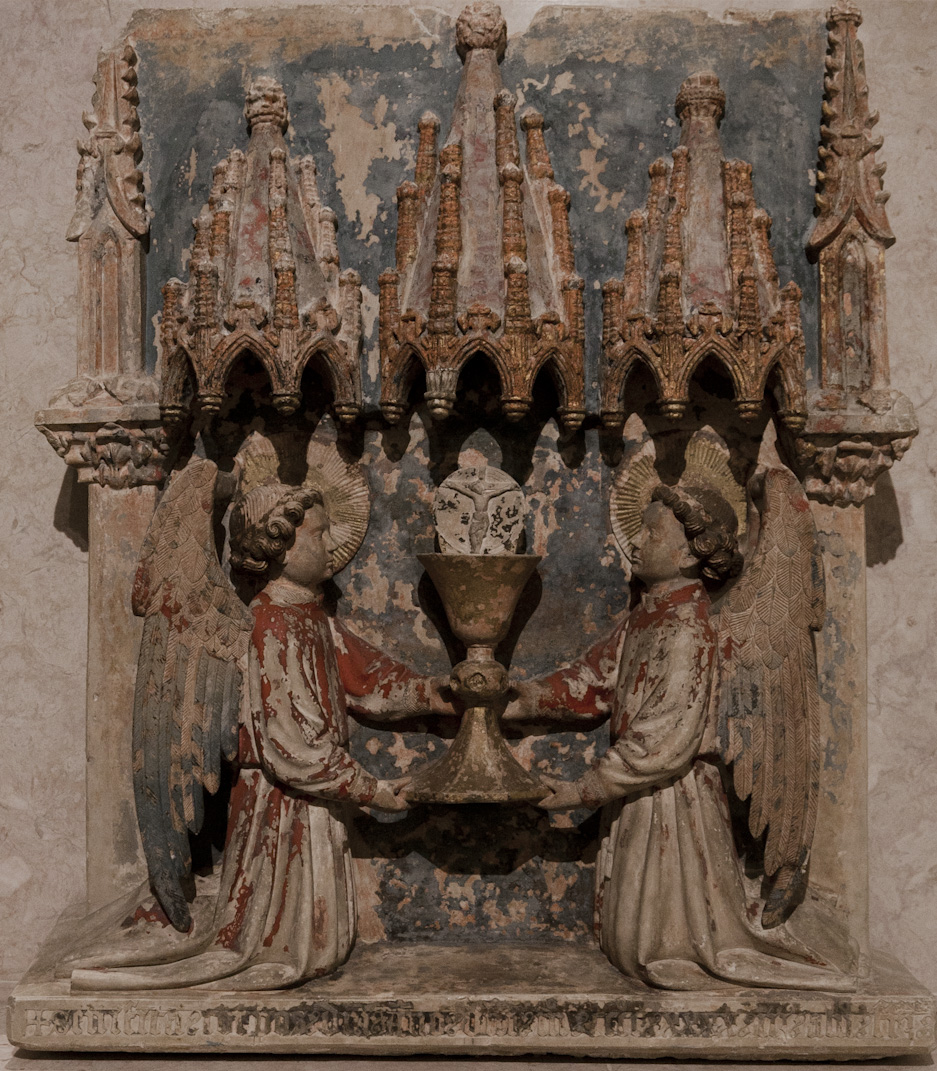
Retábulo do Corpo de Deus, MNMC